# 1489

## Události
- postavena staroměstská vodárenská věž na pravém břehu Vltavy
- 15. dubna – 21. května – Šest kurfiřtů potvrdilo českému králi Vladislavovi Jagellonskému kurfiřtskou hodnost a úřad arcičíšníka.

## Narození
- 15. dubna – Mimar Sinan, turecký architekt († 17. července 1588)
- 4. června – Antonín Lotrinský, lotrinský vévoda († 14. června 1544)
- 2. července – Thomas Cranmer, arcibiskup canterburský († 21. března 1556)
- 29. listopadu – Markéta Tudorovna, skotská královna jako manželka krále Jakuba IV. a regentka († 18. října 1541)
- srpen – Antonio Allegri da Correggio, italský renesanční malíř († 5. března 1534)
- 17. prosince – Petr V. z Rožmberka, český šlechtic († 2./6. listopadu 1545)

## Úmrtí
- 11. dubna – Wan An, velký sekretář čínské říše Ming (* 1419)
- 26. dubna – Jošihisa Ašikaga, japonský vládce (* 11. prosince 1465)

## Hlavy států
- České království – Vladislav Jagellonský
- Svatá říše římská – Fridrich III.
- Papež – Inocenc VIII.
- Anglické království – Jindřich VII. Tudor
- Dánsko – Jan I.
- Francouzské království – Karel VIII.
- Polské království – Kazimír IV. Jagellonský
- Uherské království – Matyáš Korvín
- Litevské velkoknížectví – Kazimír IV. Jagellonský
- Norsko – Jan I. Dánský
- Portugalsko – Jan II.
- Švédsko – regent Sten Sture
- Rusko – Ivan III. Vasiljevič
- Kastilie – Isabela Kastilská
- Aragonské království – Ferdinand II. Aragonský